# BLAG
BLAG, właśc. BLAG Linux i GNU (ang. BLAG Linux And Gnu) – wolna dystrybucja GNU/Linuksa oparta na Fedorze.
Była jedną z niewielu dystrybucji oficjalnie aprobowanych przez Free Software Foundation, ale w czerwcu 2018 r. wykreślono ją z tej listy na prośbę zarządzających dystrybucją, ponieważ przestali nią zarządzać. BLAG dostępny jest na jednej płycie CD i zawiera pakiety z dystrybucji Fedora, a także z repozytoriów Dag, Dries, Freshrpms, NewRPMS.